# Texture (cosmologia)
Un difetto della trama cosmica, o più semplicemente difetto di trama (in inglese texture) è, in cosmologia, un difetto topologico nella struttura della rete cosmica fatta di filamenti e vuoti che costituisce lo spaziotempo. Un difetto di trama si forma in caso di completa rottura di gruppi di simmetria larghi e complessi. 
I difetti di trama non sono localizzabili come altri tipi di difetti, e sono instabili. Attualmente, non è stata individuata alcuna texture in modo diretto, ma la loro esistenza è compatibile con le correnti teorie ed osservazioni dell'universo.
Nel 2007, la sonda WMAP ha individuato una macchia fredda nella radiazione cosmica di fondo, che potrebbe essere interpretata, secondo un'ipotesi, come una prova dell'esistenza di una texture in quella direzione.